# Bolshoi-Simulation
Die kosmologische Bolshoi-Simulation (russisch bolschoi für „groß“) wurde im Jahr 2010 auf dem Pleiades Supercomputer des NASA Ames Research Centers durchgeführt. Sie ist die bis dato genaueste Simulation der Entwicklung der Makrostrukturen in unserem Kosmos. Für die Simulation wurden das gegenwärtige Standardmodell des Universums (ΛCDM) und die Daten des Wilkinson Microwave Anisotropy Probe (WMAP)-Teams der NASA genutzt. Bolshoi hatte zur Aufgabe, die Evolution der Dunklen-Materie-Halos im Kosmos zu berechnen und zu modellieren, das Unsichtbare sichtbar zu machen und den Astronomen Hinweise zu geben, wo sie nach welchen Strukturen suchen sollen.
Die ersten beiden einer Reihe von Artikeln zu „Bolshoi“ wurden 2011 im Astrophysical Journal veröffentlicht. Mittlerweile stehen die Daten den Astronomen und Astrophysikern zur Verfügung.

## Grundlagen
Eine erfolgreiche Simulation zeichnet sich dadurch aus, dass deren Ergebnisse mit den beobachtbaren Strukturen des Universums übereinstimmt. Da die Bolshoi-Simulationen auf dem Standardmodell des Universums ΛCDM beruhen, sind stimmige Resultate zugleich eine Bestätigung des ΛCDM-Ansatzes, aus dem die Dynamiken der galaktischen Bewegungen und die Geschichte des Universums hervorgeht und der künftige Forschungspfade aufzeigt.
Die Bolshoi-Simulation ist nicht die erste derartige Simulation (siehe Millennium-Simulation), sie ist aber nach Auffassung von Astrophysikern diejenige, die den tatsächlichen Strukturen am besten entspricht. Die 2005 ff. erfolgten Millennium-Simulationen nutzten ältere Daten von WMAP, die inzwischen als überholt gelten. Im Ergebnis zeigten sich Abweichungen zwischen den Millennium-Ergebnissen und tatsächlichen Beobachtungen, z. B. was die genaue Verteilung von Galaxien und Galaxienhaufen anbelangt.
Bolshoi nutzte dagegen die neuesten Daten von WMAP, ist höher aufgelöst und ist mittlerweile tiefer ausgewertet. Auch Bolshoi betrachtet allerdings einen beliebigen Bereich des Universums, sodass Vergleiche mit tatsächlichen Beobachtungen aus der irdischen Perspektive nur auf statistischem Wege erfolgen können. Die errechneten Strukturen sind nicht ›real‹, geben diese aber sehr gut wieder.

## Methoden
Die Bolshoi-Simulation verfolgte die Entwicklung der Verteilung von 8,6 Milliarden »Teilchen« Dunkler Materie, wobei jedes »Teilchen« 100 Millionen Sonnenmassen repräsentiert, in einem Kubus mit einer mitbewegten Kantenlänge von 1 Milliarde Lichtjahren.
In dem Modell dominieren Dunkle Materie und die Expansion des Universums die Evolution des Kosmos. Die Dynamiken werden durch das ΛCDM-Modell und die Einsteinsche Allgemeine Relativitätstheorie beschrieben. ΛCDM ist ein Ansatz, der kalte Dunkle Materie (cold dark matter, CDM) und die kosmologische Konstante Λ (Dunkle Energie, Lambda Λ), die die beschleunigte Ausdehnung des Universums beschreibt, berücksichtigt.
Die ersten 100 Millionen Jahre nach dem Urknall können analytisch abgeleitet werden. »Bolshoi« setzt 20 Millionen Jahre nach dem Big Bang bei einer Rotverschiebung von {\displaystyle z=80} ein.

## Ergebnisse
Es wird eingeschätzt, dass die Bolshoi-Simulation die beste Annäherung an die Realität ergeben hat, die bisher bei derartigen Simulationen erreicht wurde. Bolshoi zeigt ein Universum, in dem die Galaxien bzw. Galaxienhaufen entlang hunderte Millionen Lichtjahre langer Filamente aufgereiht sind, wobei diese Filamente immense Leerräume (voids) umschließen. Daraus ergibt sich die schaumartige Struktur des Universums mit ›voids‹ und ›walls‹. Diese Struktur wird durch Untersuchungen wie den Sloan Digital Sky Survey bestätigt.

## »Big Bolshoi«- bzw. »MultiDark«-Simulation
Neben der eigentlichen Bolshoi-Simulation wurde auch ein größeres Modell berechnet, das einen Kubus mit einer Kantenlänge von 4 Milliarden Lichtjahren enthält. Es umfasst somit ein 64-fach größeres Volumen.

## Die Bolshoi-Planck-Simulation
2013 wurde – ebenfalls auf dem Supercomputer Pleiades der NASA – eine neue Simulation mit der gleichen Auflösung (8,6 Milliarden »Teilchen« Dunkler Materie à 200 Millionen Sonnenmassen in einem Kubus mit einer Kantenlänge von 1 Milliarde Lichtjahren) wie »Bolshoi« durchgeführt, in die zusätzlich Daten des Satelliten »Planck« und Auswertungen des Planck-Teams eingingen. Die Ergebnisse dieser Simulation wurden 2014 veröffentlicht.

## Trivia
Die isländische Künstlerin Björk nutzte Bilder der Bolshoi-Simulation während der Aufführung des Biophilia-Konzerts für ihren Titel »Dark Matter«.
In Deutschland erschien im 3. Quartal 2014 Geo kompakt Nr. 39 Die Milchstraße; in dem auf der beigelegten DVD enthaltenen Film Rätsel der Galaxis / Au coeur de la voie lactée (produziert 2010, Regie Duncan Copp, Ausstrahlung 2014 auf arte) wird die Bolshoi-Simulation ausführlich vorgestellt.